# Хоневичский сельсовет
Хоневичский сельсовет — административная единица на территории Свислочского района Гродненской области Белоруссии.

## Состав
Хоневичский сельсовет включает 19 населённых пунктов:
- Верещаки — деревня.
- Дарани — деревня.
- Дашковичи — деревня.
- Задворяне — деревня.
- Залеский Бор — деревня.
- Заречане — деревня.
- Кукличи — деревня.
- Лавриновичи — деревня.
- Лубянка — деревня.
- Миничи — деревня.
- Олисевичи — деревня.
- Подчернейки — деревня.
- Рудня — деревня.
- Савани — деревня.
- Собольки — деревня.
- Тереховичи — деревня.
- Хоневичи — агрогородок.
- Юзефполь — хутор.
- Янополь — деревня.